# Sistema olfativo

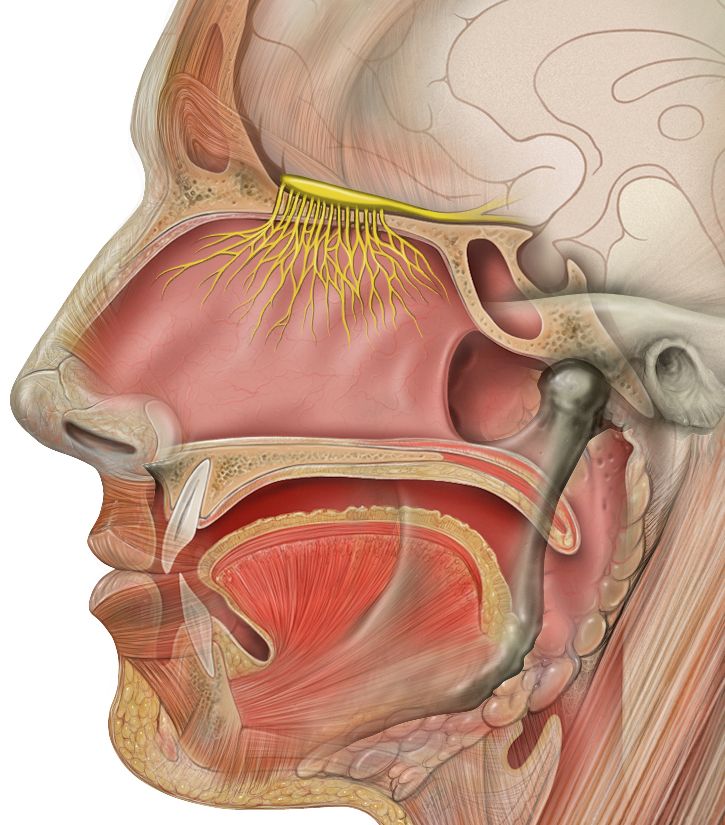
Fosa nasal humana, las fibras nerviosas que forman el nervio olfatorio arriba en amarillo.

El sistema olfatorio o sistema olfativo es el sistema sensorial utilizado para detectar los olores. Este sistema se considera como un sentido químico-sensorial, ya que convierte las señales químicas en impulsos eléctricos que llegan al cerebro generando una percepción. 

Permite captar las sustancias dispersas en el medio y al percibir estas señales químicas, desarrollar conductas para lograr la supervivencia: encontrar fuentes de alimento y hábitat, conseguir la interacción y la reproducción de la especie.
Cuando el sistema olfativo se lesiona se producen deficiencias en los patrones de sueño, sexuales, de agresividad y cuidado maternal. 

## Funciones
El sistema olfativo tiene varias funciones:
- Evaluar el estado, tipo y calidad nutritiva de la fuente de nutrientes.
- Detectar una pareja para el apareamiento.
- Reconocer un territorio demarcado odoríficamente.
- Detectar información del medioambiente (peligros tales como depredadores o presas; otras especies circundantes).
- Crear una representación del olor.
- Determinar la concentración del olor.
- Distinguir un nuevo olor de entre los olores ambientales en segundo plano.
- Identificar los olores en diferentes concentraciones.
- Relacionar el olor con el recuerdo de lo que representa.

## Fisiología
Detectar los odorantes y convertirlos en señales que nuestro cerebro interpreta como olores.
Las células nerviosas receptoras de olores funcionan como un sistema de cerradura con llave: si las moléculas de una determinada sustancia química, transportadas por el medio (acuoso o aéreo), pueden encajar en la cerradura entonces la célula nerviosa responderá.
Cada receptor de olor (OR en inglés) reconoce sólo una clase de molécula de olor (característica molecular particular). Los mamíferos tienen alrededor de mil genes que codifican para recepción de olores.
De los genes que codifican para los receptores de olor (OR), sólo una parte son funcionales. Los humanos tienen muchos menos genes receptores de olores activos que otros primates y otros mamíferos.
Para llevar a cabo estas funciones, el sistema utiliza muchas zonas cerebrales. Las representaciones olorosas pueden estar codificadas en un espacio (un patrón de neuronas activadas en una cierta región cerebral corresponden al olor), tiempo
(un patrón de impulsos nerviosos llevados a cabo por múltiples neuronas corresponden al olor) o la combinación de los dos. Los científicos debaten si el código olorífero es principalmente temporal o espacial.[cita requerida]

## Otros animales

### Insectos
El sentido del olfato es posiblemente el sentido más importante de los insectos. En los insectos, el órgano principal del olfato es el par de antenas, también hay piezas bucales especializadas en percibir olores, que son los palpos maxilares.

Dentro de estos órganos olfatorios hay neuronas llamadas neuronas receptoras olfatorias que tienen receptores de moléculas volátiles. La mayoría de estas neuronas están localizadas en las antenas. 

### Crustáceos
La detección y discriminación de las sustancias químicas ambientales la realizan las células quimiorreceptoras, que son las que poseen las proteínas receptoras que se unen a las sustancias químicas.
Los crustáceos poseen anténulas (primera antena), provista de un flagelo articulado que tiene pelos olfativos (sensilias).

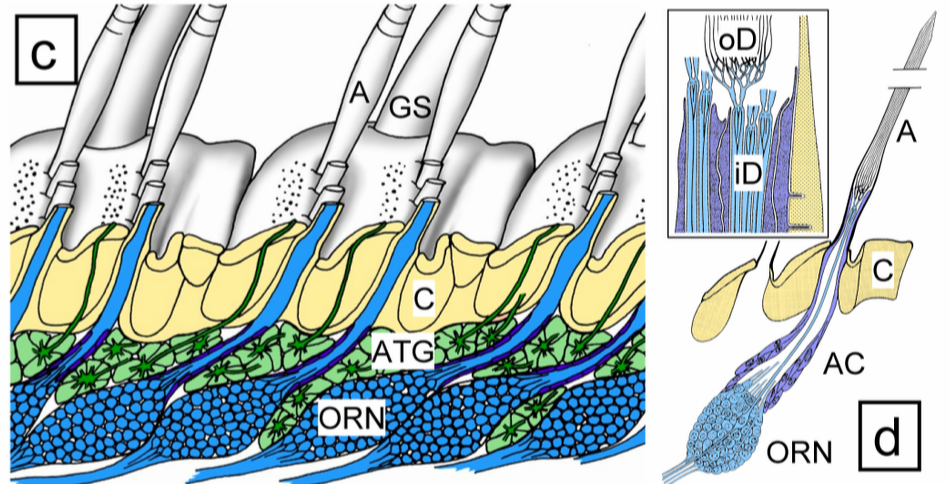
Quimiorreceptores de P. argus.
A= estetasco.
ORN= neuronas receptoras olfativas (en azul)
iD= segmento dendrítico interno.
oD= segmentos dendríticos externos altamente ramificados.

En la langosta espinosa el olfato está mediado por sensilias estetascas en el extremo distal de los flagelos laterales de las anténulas. Los estetascos (aesthetascs) son unimodales, siendo inervados únicamente por neuronas receptoras olfativas (ORN). Más de 300 neuronas ORN pueden inervar un solo estetasco. Las neuronas ORN tienen sus dendritas altamente ramificadas en el extremo (8000-10.000 segmentos dendríticos), donde se encuentran los receptores moleculares químicos. Las ORN por su otro extremo proyectan sus axones a los lóbulos olfativos del cerebro, que tienen una organización de glomérulo.

### Vertebrados
- Muchos peces tienen células especializadas conocidas como quimiorreceptores que son responsables del sentido del olfato.

El órgano olfatorio se divide en sistema olfatorio principal compuesto por: cavidad nasal, bulbo olfatorio y epitelio olfatorio. Dentro del bulbo olfatorio se encuentra: el órgano vomeronasal y los nervios vomeronasales, para que los peces interpreten el mensaje químico disuelto en el agua. El sistema principal detecta olores comunes y el sistema accesorio se especializa en detección de feromonas. Los salmones que regresan a casa también pueden reconocer los olores característicos de los arroyos tributarios a medida que suben por el río principal.
- El olfato de las aves marinas es un sentido importante, utilizado para la localización de alimento. Cuando el zooplancton (krill antártico) se alimenta de fitoplancton, compuestos aromáticos (dimetil sulfitos) son liberados al mar y, consecuentemente, a la atmósfera; los albatros y los petreles pueden detectar estos compuestos y otros olores, los que son utilizados como señal remota de la presencia de parches con abundante alimento.[10]

- Las ballenas boreales poseen la estructura del sistema olfatorio y sus células los genes necesarios. Poseen un sistema olfativo funcional, que incluye bulbos olfatorios, nervio craneal I y genes receptores olfatorios. Los receptores olfativos permiten el olfato dentro de la región nasal de las ballenas barbadas, lo que les permite detectar olores deseables, como presas y posibles parejas de apareamiento.[11][12][13]

- La sensibilidad del olfato en algunos animales es muy superior a la humana. El perro por ejemplo tiene una superficie de mucosa olfativa de alrededor de 100 cm², y su epitelio olfatorio cuenta con unos 200 millones de receptores (200 000 000). En cambio la superficie olfativa del humano es de solo 5 cm² y el número de receptores mucho menor. Por ello el perro puede apreciar pequeñas diferencias en la intensidad de un determinado olor y es capaz de establecer un gradiente para seguir un rastro. Además puede diferenciar dos señales olorosas muy similares que un humano sería incapaz de distinguir.

La porción del cerebro del perro que procesa los estímulos procedentes del nervio olfatorio es también mayor que la humana.

## Calificación de una partícula olorífica
Para que una partícula sea perceptible olorificamente debe cumplir algunos requisitos. Ha de ser muy volátil, con capacidad de transporte aéreo y tener un tamaño molecular adecuado para ser detectado por los receptores. Ha de tener la capacidad de humectarse con el epitelio olfativo, ser químicamente activa y estar en la suficiente concentración por unidad volumétrica para ser percibida.

## Humanos

Sistema olfativo humano. 1: Bulbo olfatorio 2: Células mitrales 3: Hueso (lámina cribosa del etmoides) 4: Epitelio nasal 5: Glomérulo olfatorio 6: Células receptoras olfativas.

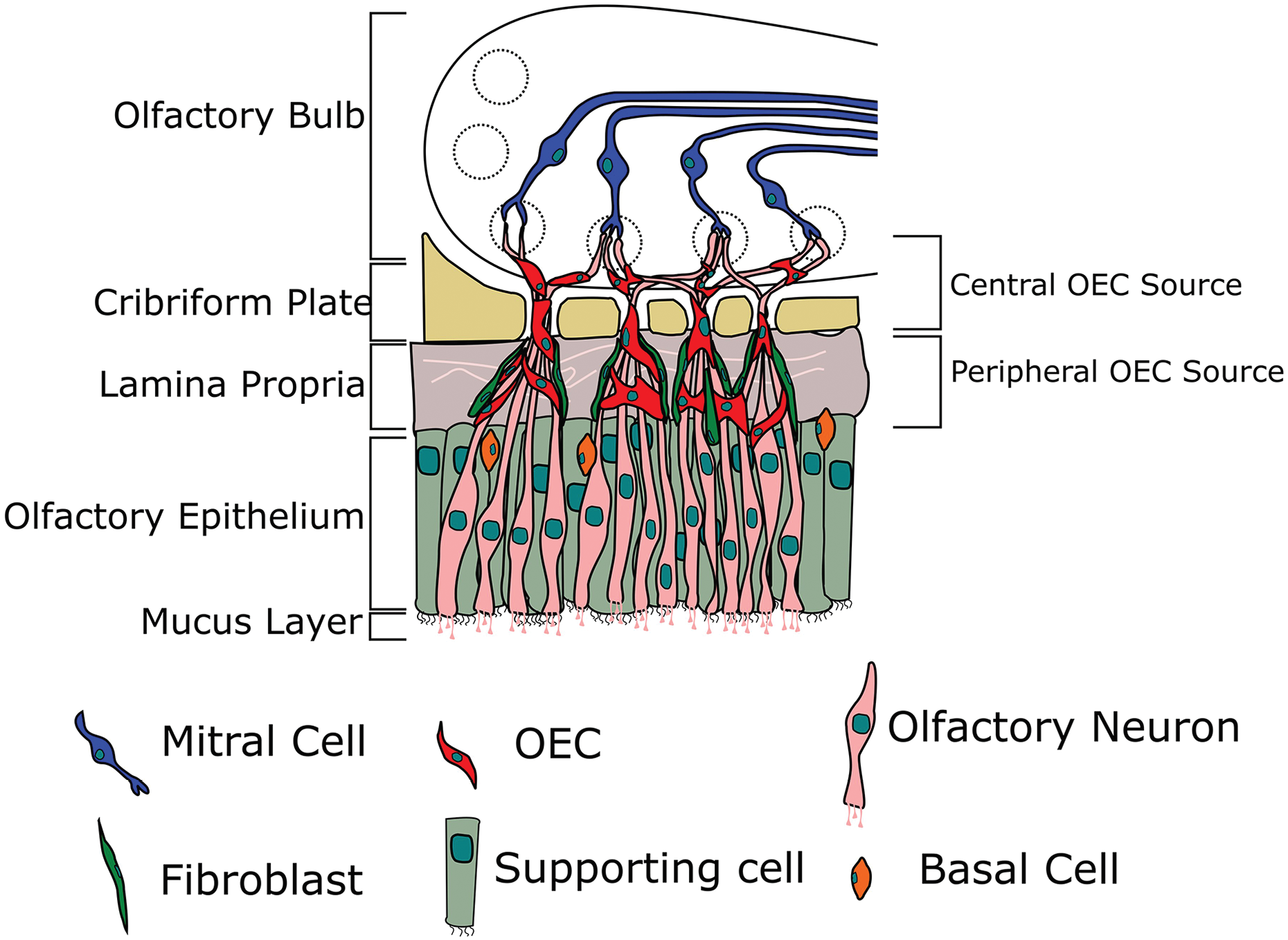

En la porción superior de la cavidad nasal, existe un área de alrededor de 5 cm² que se llama epitelio olfatorio. Esta zona contiene entre 10 y 100 millones de receptores olfatorios, cada uno de ellos es en realidad una neurona que posee cilios olfatorios sensibles a los estímulos químicos de las sustancias odorantes. Los cuerpos de estas neuronas emiten unas prolongaciones llamadas axones que se reúnen en grupos, atraviesan la lámina cribosa del etmoides y se agrupan para formar dos nervios que se conocen como nervios olfatorios. 

Los nervios olfatorios se aproximan al cerebro y terminan en un acúmulo de sustancia gris que se llama bulbo olfatorio.

Desde el bulbo olfatorio la vía nerviosa que transporta la información odorífera continúa a través del tracto olfatorio hasta alcanzar el área olfatoria primaria de la corteza cerebral situada en el lóbulo temporal. 

En la corteza cerebral es donde tiene lugar la percepción consciente del olor, desde allí parten otras vías nerviosas que se comunican con el sistema límbico y el hipotálamo y son responsables de las respuestas emocionales que en muchos casos se asocian a la percepción de determinados olores. 

Otras vías neuronales parten del área olfatoria primaria de la corteza temporal y a través del tálamo alcanzan el lóbulo frontal. El lóbulo frontal del cerebro tiene también importantes funciones para la discriminación de los olores, por ello aquellas personas que han sufrido una lesión en dicha zona tienen dificultad para identificar los olores.

## Mecanismo

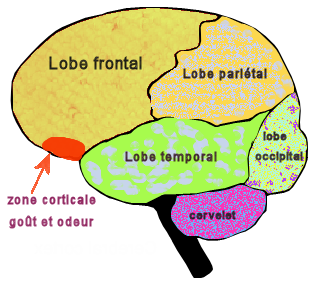
Es en el área cortical prefrontal donde el cerebro procesa la información sobre el gusto y el olfato.

## Anomalías olfativas en el ser humano
Existen personas que tienen incapacidad de percibir aromas u olores, a esta condición se le denomina anosmia. La anosmia puede estar originada por numerosas causas. La anosmia puede ocurrir en ambos lados o en un solo lado.
El neuroepitelio presenta un reemplazo constante de sus células, cuyas neuronas olfatorias en el humano poseen un rango de vida de entre 30 a 120 días.
Los problemas olfativos se pueden dividir en diferentes tipos en función de su mal funcionamiento. La disfunción olfativa puede ser total (anosmia), incompleta (anosmia parcial, hiposmia o microsmia), distorsionada (disosmia), o puede caracterizarse por sensaciones espontáneas como fantosmia. La incapacidad para reconocer los olores a pesar de un sistema olfativo que funciona normalmente se denomina agnosia olfativa. La hiperosmia es una condición rara tipificada por un sentido del olfato anormalmente elevado. Al igual que la visión y la audición, los problemas olfativos pueden ser bilaterales o unilaterales, es decir, si una persona tiene anosmia en el lado derecho de la nariz, pero no en el izquierdo, se trata de una anosmia derecha unilateral. En cambio, si es en ambos lados de la nariz se denomina anosmia bilateral o anosmia total.
La destrucción del bulbo olfatorio, el tracto y la corteza primaria (área de brodmann 34) da como resultado anosmia en el mismo lado que la destrucción. Además, la lesión irritativa del uncus da como resultado alucinaciones olfativas.
El daño al sistema olfativo puede ocurrir por lesión cerebral traumática, cáncer, infección, inhalación de humos tóxicos o enfermedades neurodegenerativas como la enfermedad de Parkinson y la enfermedad de Alzheimer. Estas condiciones pueden causar anosmia. Por el contrario, un hallazgo reciente sugirió que los aspectos moleculares de la disfunción olfativa pueden reconocerse como un sello distintivo de las enfermedades relacionadas con la amiloidogénesis e incluso puede haber un vínculo causal a través de la interrupción del transporte y almacenamiento de iones metálicos multivalentes.  Los médicos pueden detectar daños en el sistema olfativo presentando olores al paciente a través de una tarjeta de raspar y oler o haciendo que el paciente cierre los ojos e intente identificar olores comúnmente disponibles como café o caramelo de menta.
Los médicos deben excluir otras enfermedades que inhiben o eliminan 'el sentido del olfato', como resfriados crónicos o sinusitis, antes de hacer el diagnóstico de que existe un daño permanente en el sistema olfativo.
La prevalencia de la disfunción olfativa en la población general de EE. UU. se evaluó mediante un cuestionario y un examen en una encuesta nacional de salud en 2012-2014. Entre más de mil personas de 40 años o más, el 12,0 % informó un problema con el olfato en los últimos 12 meses y el 12,4 % tenía una disfunción olfativa en el examen. La prevalencia aumentó del 4,2 % entre los 40 y los 49 años al 39,4 % a los 80 años y más y fue más alta en hombres que en mujeres, en negros y mexicoamericanos que en blancos y en menos que más educados. De preocupación por la seguridad, el 20 % de las personas mayores de 70 años no pudieron identificar el humo y el 31 %, el gas natural.